# Tứ vô lượng

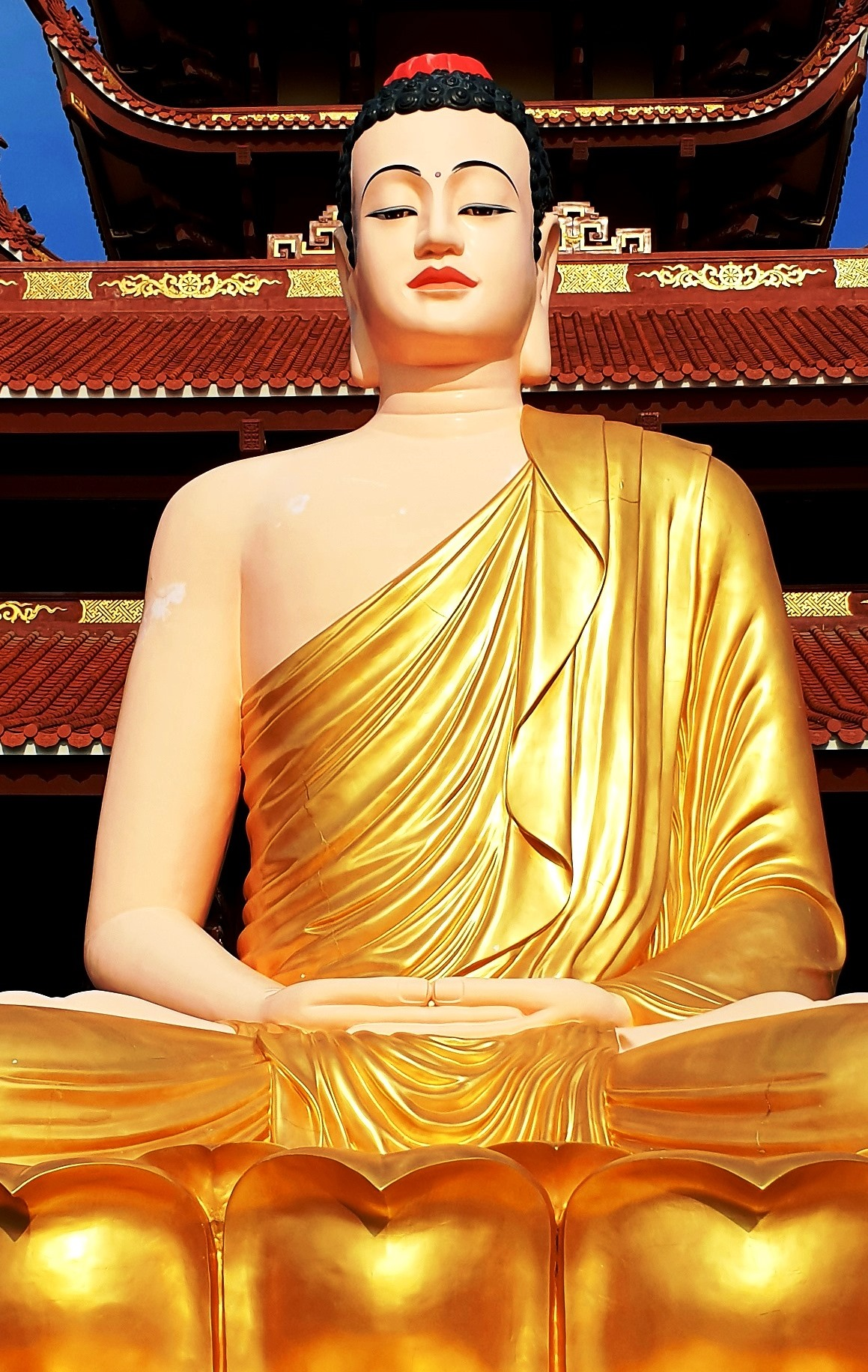
Đức Phật Thích Ca với tâm thức Từ bi hỉ xả

Tứ vô lượng (tiếng Phạn: Catvāryapramāṇāni, tiếng Nam Phạn: Catasso appamaññāyo; tiếng Trung: 四無量) là "bốn trạng thái tâm thức vô lượng", còn được gọi là Tứ phạm trú (caturbrahmavihāra/四梵住) hay "bốn cách an trú trong cõi Phạm" hay gọi là Tứ vô lượng tâm và gọi tắt là Từ bi hỷ xả là thuật ngữ chỉ một phép thiền định, trong đó hành giả tạo điều kiện cho bốn tâm thức cao thượng phát sinh. Bốn tâm vô lượng là: 
- Từ vô lượng (maitry-apramāṇa/metta-appamaññā) hay còn gọi là tâm từ hay từ tâm
- Bi vô lượng (karuṇāpramāṇa/karuṇā-appamaññā) hay còn gọi là tâm từ bi hay tâm bi
- Hỉ vô lượng (muditāpramāṇa/muditā-appamaññā) hay còn gọi là tâm hoan hỉ
- Xả vô lượng (upekṣāpramāṇa/upekkhā-appamaññā) hay còn gọi là tâm buông xả hay buông bỏ

Bốn tâm này đối trị bốn phiền não là sân hận, ganh tị, buồn bực và tham muốn. Trong Đại thừa, Bốn tâm vô lượng cũng được gọi là hạnh Ba-la-mật-đa (Pāramitā/Lục độ), đó là tâm thức của Bồ Tát muốn cứu độ chúng sinh. Thực hành Tứ vô lượng, thiền giả sẽ tái sinh tại cõi Thiên (Deva).

## Miêu tả
Phật Thích-ca Mâu-ni giảng về phép thiền định này như sau: "Có bốn vô lượng. Hỡi các tỉ-khâu, một người tràn đầy tâm từ (bi, hỉ, xả) sẽ phóng tâm đó đi một phương, hai phương, ba phương, bốn phương, rồi phía trên, phía dưới, xung quanh mình. Người đó phóng tâm đi khắp thế giới, chiếu rọi khắp nơi với tâm từ (bi, hỉ, xả), tâm thức vô lượng vắng bóng sân hận và phiền não."
- Từ vô lượng: Còn gọi là Tâm từ, tâm từ trầm tĩnh, bi mẫn khoan dung đối nghịch với sân hận, giận dữ. Tình yêu thương (không phải là tình yêu đôi lứa) to lớn, đồng đều dành cho tất cả chúng sinh vạn vật, không thành kiến, phân biệt đối tượng, làm cho tâm ta trở nên êm dịu mát và chân thành, thiện ý, lời nói chân thật, thiện chí, hành vi đúng mực.
- Bi vô lượng: Bi là sự thương xót, thấu hiểu, cảm thông, cũng là liều thuốc chữa chứng bệnh hung dữ, ngang tàng, độc ác. Là động lực làm cho tâm người thiện lành, rung động trước sự đau khổ của kẻ khác, biết suy nghĩ và chia sẽ, giúp đỡ vượt qua khó khăn, thử thách của cuộc sống; lắng nghe và thoa dịu lo lắng, đau khổ của người khác.
- Hỉ vô lượng: Là tâm hoan hỷ, vui mừng thành tâm với hạnh phúc, thành công, thành quả của người khác. Là một trạng thái bình tĩnh và hạnh phúc của chân tâm. Tâm Hỷ đối nghịch ưu lo, phiền não có chiều hướng ngăn trừ lòng ganh ghét, đố kỵ.
- Xả vô lượng: Lòng buông xả, không câu chấp bám chặt vào bất cứ điều gì, khi nhận ra và từ bỏ tham lam ích kỷ, vọng tâm, kiêu ngạo khi tự coi mình là trung tâm, đề cao giá trị bản thân. Thân tâm giữ vững trước sự vô thường thế gian, thản nhiên trước sự thay đổi của thế nhân; đời là bể khổ mà vẫn ung dung, bình thản, không bận lòng, phiền muộn hay lo lắng trước thuận cảnh hay nghịch cảnh. Mọi hiện tượng luôn chuyển biến theo quá trình Thành, Trụ, Hoại, Không (sinh, trụ, dị, diệt) nên không mê đắm vật chất giả tạm, không vui quá đà mà cũng không luẩn quẩn u sầu, vinh hay nhục thì tâm vẫn không động.